# Шкорупеєв Іван Семенович
Іван Семенович Шкорупеєв (25 листопада 1910, місто Ананьїв, тепер Подільського району Одеської області — ?) — молдавський радянський діяч, голова Ради народного господарства Молдавської РСР, міністр харчової промисловості Молдавської РСР. Член ЦК КП Молдавії в 1960—1981 роках. Депутат Верховної Ради Молдавської РСР 6—9-го скликань. Кандидат економічних наук (1968).

## Біографія
У 1931—1941 роках — робітник, майстер, заступник начальника цеху Тираспольського механічного заводу імені Кірова Молдавської АРСР.
Член ВКП(б) з 1940 року.
Під час німецько-радянської війни перебував в евакуації, з 1941 до 1945 року працював на Свердловському машинобудівному заводі імені Воровського.
У 1945—1951 роках — головний інженер, у 1951—1952 роках — директор Тираспольського механічного заводу імені Кірова Молдавської РСР.
У 1952—1957 роках — заступник міністра місцевої промисловості Молдавської РСР.
У червні 1957 — лютому 1965 року — заступник начальника управління, заступник голови, 1-й заступник голови Ради народного господарства Молдавської РСР.
18 лютого — 18 жовтня 1965 року — голова Ради народного господарства Молдавської РСР.
18 жовтня 1965 — 9 березня 1977 року — міністр харчової промисловості Молдавської РСР.
З березня 1977 року — заступник голови Молдавської республіканської ради науково-технічних товариств.
Подальша доля невідома.

## Нагороди
- орден Леніна
- орден Жовтневої Революції
- два ордени Трудового Червоного Прапора
- два ордени «Знак Пошани»
- медалі
- Заслужений працівник промисловості Молдавської РСР (1980)